# Derry Girls
Derry Girls är en brittisk komediserie som hade premiär 2018. TV-serien utspelar sig i mitten av 1990-talet i nordirländska Londonderry under  the Troubles.

## Utmärkelser
Derry Girls vann British Comedy Awards pris för Best New TV Sitcom 2018.
Året därpå vann serien Royal Television Societys pris för Best Scripted Comedy och
2023 vann serien både BAFTA:s och International Emmy Awards priser för Best Comedy.

## Rollista i urval
- Saoirse-Monica Jackson – Erin Quinn
- Jamie-Lee O'Donnell – Michelle Mallon
- Nicola Coughlan – Clare Devlin
- Louisa Harland – Orla McCool
- Dylan Llewellyn – James Maguire
- Siobhán McSweeney – Sister Michael
- Tara Lynne O'Neill – Mary Quinn
- Tommy Tiernan – Gerry Quinn
- Ian McElhinney – Joe McCool
- Kathy Kiera Clarke – Sarah McCool
- Leah O'Rourke – Jenny Joyce
- Ardal O'Hanlon – Eamonn (säsong 2-3)
- Liam Neeson – Chief Constable Byers (säsong 3)